# 阿瑟·布施
阿瑟·布施（英語：Arthur Busch，1944年3月8日—），生于昆士兰州伊普斯威奇，澳大利亚前男子曲棍球运动员。他曾代表入选1968年夏季奥林匹克运动会澳大利亚男子曲棍球队名单，但并未上场参赛。